# 간장치킨
간장치킨은 튀김옷을 입힌 후 튀겨진 닭튀김을 간장 소스에 볶거나 버무려서 만드는 치킨 요리중 하나이다.

## 같이 보기
- 양념치킨
- 닭튀김